# Pelargonium tricolor
Pelargonium tricolor är en näveväxtart som först beskrevs av Nikolaus Joseph von Jacquin, och fick sitt nu gällande namn av Curt.. Pelargonium tricolor ingår i släktet pelargoner, och familjen näveväxter. Inga underarter finns listade i Catalogue of Life.